# Riebricha
Riebricha (ros. Ребриха) – wieś (sieło) w Rosji, w Kraju Ałtajskim, ośrodek administracyjny rejonu riebrichińskiego. W 2010 liczyła 8468 mieszkańców.

## Urodzeni
- Filipp Popow – radziecki polityk.